# Tverskói
Tverskói (del ruso: Тверской) es un jútor del raión de Krylovskaya del krai de Krasnodar de Rusia. Está situado a orillas del Grúzskaya, afluente del Kavalerka de la cuenca del río Yeya, 24 km al nordeste de Krylovskaya y 180 km al nordeste de Krasnodar, la capital del krai. Tenía 349 habitantes en 2010
Pertenece al municipio Novopashkóvskoye.